# Hofbach (Wiese)
Der Hofbach (Oberlaufname Dachsgraben, am Unterlauf auch Kohlbach) ist ein knapp drei Kilometer langer Bach des Südschwarzwaldes im baden-württembergischen Landkreis Lörrach. Er entspringt auf dem Gebiet der Gemeinde Fröhnd etwa 280 Meter östlich des Honeck-Gipfels und mündet etwa 90 m unterhalb der Kastler Brücke von rechts und Nordwesten in die Wiese. Im unteren Drittel seines Verlaufs markiert er über weite Strecken die Grenze zwischen den Gemeinden Fröhnd und Wembach.

## Namen
Im amtlichen Gewässernetz der LUBW trägt der Bach den Namen Hofbach und am Oberlauf Dachsgraben.
Diese Darstellung findet sich auch auf der zugrundeliegenden topographischen Karte der LUBW, ebenso wie auf der Historischen Gemarkungsübersicht Baden im Geoportal Baden-Württemberg, auf dem Messtischblatt in der Deutschen Fotothek von 1927 und auf der topographischen Karte im Geoportal Baden-Württemberg. Der Unterlauf nach der Mündung des Kohlbachs ist nur im Datensatzeintrag der LUBW als Hofbach bezeichnet, auf allen anderen Karten hat dieser Abschnitt keine Beschriftung, lediglich im Layer ALKIS Basis transparent im Geoportal ist der Unterlauf mit Kohlbach beschriftet, der Kohlbach mündet hier also nicht in den Hofbach, sondern der Hofbach in den Kohlbach.

## Geographie

### Verlauf
Der Hofbach entspringt als Dachsgraben etwa 280 Meter östlich des Honeck-Gipfels zwischen den beiden Honeck-Ausläufern Dachseck im Norden und Horn im Süden auf etwa 935 m ü. NHN. Das Quellgebiet liegt im Walddistrikt Dachsgraben, von wo aus der Dachsgraben in östlicher Richtung abwechselnd durch Wäldchen und offene Wiesenauen sein Tal hinab fließt. Auf etwa 700 m ü. NHN unterquert er die Straße, welche die Fröhnder Ortsteile Ittenschwand und Hof miteinander verbindet. Danach führt ihn sein Lauf alsbald in den Walddistrikt Halden, wo er auf etwa 570 m ü. NHN auf die Gemeindegrenze zwischen Fröhnd und Wembach trifft und diese bis kurz vor der Mündung markiert. Knapp 250 m weiter mündet auf etwa 525 m ü. NHN von links und Norden der Kohlbach, der unterhalb des Wembacher Weilers Schindeln entspringt. An dieser Mündung biegt der Hofbach nach Süden ab. Kurz vor Erreichen der Wohnbebauung von Unterkastel im Gewann Hagenmatt verlässt er die Grenze und wechselt einige Male zwischen Fröhnd und Wembach hin und her, ehe er nördlich an Unterkastel vorbei fließt, dann die ehemalige Bahnlinie des Todtnauerlis unterquert und rund 90 Meter unterhalb der Kastler Brücke auf etwa 496 m ü. NHN von rechts und Nordwesten in die Wiese mündet.
Der knapp drei Kilometer lange Lauf des Hofbachs mündet rund 440 Höhenmeter unterhalb seiner Quelle, er hat somit ein mittleres Sohlgefälle von etwa 15 %.

### Einzugsgebiet
Das naturräumlich zum Südschwarzwald gehörende Einzugsgebiet ist knapp 2,2 km² groß und liegt zu rund 84 % auf dem Gemeindegebiet von Fröhnd, die restlichen rund 16 %  gehören zum Gebiet der Gemeinde Wembach. Der höchste Punkt des Einzugsgebiets liegt im Westen auf dem Gipfel des Dachsecks (1035,9 m ü. NHN).
Die Einzugsgebiete der folgenden Nachbargewässer grenzen an:
- Im Norden konkurriert der Böllenbach, der oberhalb des Hofbachs in die Wiese mündet;
- im Südosten liegt ein Gebiet, welches von der Wiese selbst entwässert wird;
- im Süden grenzt das Einzugsgebiet des Hebschingerbachs, der sich direkt unterhalb des Hofbachs in die Wiese ergießt;
- jenseits der östlichen Wasserscheide liegt das Einzugsgebiet der Kleinen Wiese, die gut 18 km flussabwärts in die Wiese mündet.

### Zuflüsse
Auf der amtlichen Gewässerkarte sind folgende Zuflüsse eingezeichnet:
- namenloser Wiesenauenbach, ca. 220 m lang, entspringt auf etwa 845 m ü. NHN, mündet auf etwa 760 m ü. NHN von rechts und Südwesten;
- namenloser Hangwaldbach, ca. 180 m lang, entspringt auf etwa 670 m ü. NHN, mündet auf etwa 630 m ü. NHN von rechts und Westen;
- Kohlbach, DGKZ: 2323922, 1,064 km lang, entspringt unterhalb des Wembacher Weilers Schindeln auf etwa 560 m ü. NHN und mündet auf etwa 527 m ü. NHN von links und Norden;
- namenloser Hangwaldbach, ca. 220 m lang, entspringt auf etwa 535 m ü. NHN, mündet auf etwa 500 m ü. NHN von rechts und Westen.

### Flusssystem Wiese
- Fließgewässer im Flusssystem Wiese